# Миколаївська сільська рада (Казанківський район)
Микола́ївська сільська́ ра́да — адміністративно-територіальна одиниця та орган місцевого самоврядування в Казанківському районі Миколаївської області. Адміністративний центр — село Миколаївка.

## Загальні відомості
- Населення ради: 1 264 особи (станом на 2001 рік)

## Населені пункти
Сільській раді підпорядковані населені пункти:
- с. Миколаївка

## Склад ради
Рада складається з 16 депутатів та голови.
- Голова ради: Харченко В'ячеслав Павлович
- Секретар ради: Фіщина Валентина Дежівна

### Керівний склад попередніх скликань
| Прізвище, ім'я, по батькові | Основні відомості                                                         | Дата обрання | Дата звільнення |
| --------------------------- | ------------------------------------------------------------------------- | ------------ | --------------- |
| Сорочан Анатолій Васильович | Сільський голова, 1957 року народження, безпартійний                      | 26.03.2006   | 31.10.2010      |
| Казимір Віталій Вікторович  | Сільський голова, 1977 року народження, освіта вища, член Партії регіонів | 31.10.2010   | 18.09.2011      |
| Харченко В'ячеслав Павлович | Сільський голова, 1964 року народження, освіта вища, член Партії регіонів | 18.09.2011   |                 |

Примітка: таблиця складена за даними сайту Верховної Ради України

### Депутати
За результатами місцевих виборів 2010 року депутатами ради стали:

#### За суб'єктами висування
| Суб'єкт висування | Кількість обраних депутатів | %    |
| ----------------- | --------------------------- | ---- |
| Партія регіонів   | 13                          | 81,3 |
| Самовисування     | 2                           | 12,5 |
| Народна партія    | 1                           | 6,3  |

#### За округами
| № округу        | Прізвище, ім'я, по батькові    | Дата визнання обраним | Освіта  | Партійна приналежність | Відомості про обраного депутата                    |
| --------------- | ------------------------------ | --------------------- | ------- | ---------------------- | -------------------------------------------------- |
| Народна Партія  |                                |                       |         |                        |                                                    |
| 2               | Гулько Людмила Миколаївна      | 05.11.2010            | вища    | член Народної партії   | Відділілення Ощадбанку, касир                      |
| Партія регіонів |                                |                       |         |                        |                                                    |
| 3               | Смоль Алла Анатоліївна         | 05.11.2010            | середня | член Партії регіонів   | Миколаївський дитячий садок, завідувачка           |
| 4               | Фіщіна Валентина Дежівна       | 05.11.2010            | середня | член Партії регіонів   | Миколаївська сільська рада, головнийбухгал         |
| 5               | Запорожченко Анатолій Іванович | 05.11.2010            | вища    | член Партії регіонів   | фермер                                             |
| 6               | Якимчук Іван Миколайович       | 05.11.2010            | середня | член Партії регіонів   | фермер                                             |
| 8               | Візнюк Тетяна В'ячеславівна    | 05.11.2010            | середня | член Партії регіонів   | Миколаївська загальноосвітня школа, вчитель        |
| 9               | Михайлова Ольга Іванівна       | 05.11.2010            | вища    | член Партії регіонів   | Миколаївська загальноосвітня школа, директор школи |
| 10              | Третяк Анатолій Іванович       | 05.11.2010            | середня | член Партії регіонів   | підприємець                                        |
| 11              | Сатановський Олег Вікторович   | 05.11.2010            | середня | член Партії регіонів   | підприємець                                        |
| 12              | Беспалько Світлана Іванівна    | 05.11.2010            | середня | член Партії регіонів   | Миколаївськасільська рада, секретар                |
| 13              | Сідоров Ігор Григорович        | 05.11.2010            | середня | член Партії регіонів   | підприємець                                        |
| 14              | Токар Олександр Васильович     | 05.11.2010            | середня | позапартійний          | ПП «Агро-3», механізатор                           |
| 15              | Сорочан Ольга Миколаївна       | 05.11.2010            | вища    | член Партії регіонів   | Казанківська загальноосвітня школа, вчитель        |
| 16              | Чернозуб Оксана Василівна      | 05.11.2010            | середня | позапартійна           | СТОВ «Золотий колос», бухгалтер                    |
| Самовисування   |                                |                       |         |                        |                                                    |
| 1               | Козаченко Юрій Іванович        | 05.11.2010            | середня | позапартійний          | пенсіонер                                          |
| 7               | Лукашенко Ніна Андріївна       | 05.11.2010            | середня | позапартійна           | приватний підприємець                              |